# Albuca semipedalis
Albuca semipedalis är en sparrisväxtart som beskrevs av John Gilbert Baker. Albuca semipedalis ingår i släktet Albuca och familjen sparrisväxter. Inga underarter finns listade i Catalogue of Life.